# Entremont-le-Vieux
Pour les articles homonymes, voir Entremont.
Entremont-le-Vieux est une commune française, située dans le département de la Savoie, en région Auvergne-Rhône-Alpes.

## Géographie

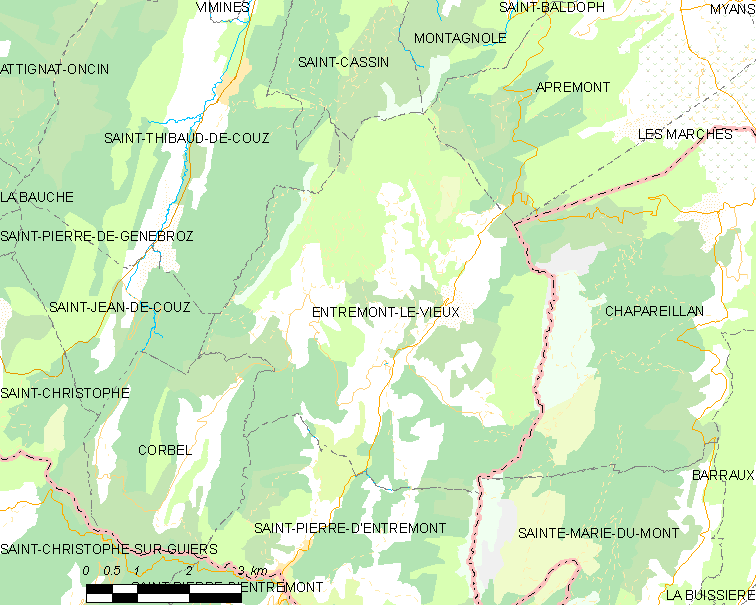
Plan du territoire d'Entremont-le-Vieux.

Entremont-le-Vieux est une commune située dans le département de la Savoie. Elle a pour chef-lieu le village d'Épernay. Le territoire communal se situe dans la vallée des Entremonts, dans le haut bassin du Cozon, un affluent du Guiers Vif. Cette vallée enclavée, dans le massif de la Chartreuse, est entourée par le mont Outheran (1650 m), à l'ouest, le mont Joigny (1556 m), au nord, le mont Granier (1933 m), à l'est. Les principaux cols permettant d'accéder à la commune sont le col de la Cluse, le col du Cucheron au sud-ouest et le col du Mollard au nord-ouest, ainsi que le col du Granier.
La commune se situe à 22 km des Échelles et 24 km de Chambéry, la préfecture du département.
Les stations de ski du Désert d'Entremont et du Le Granier sont situées sur le territoire de la commune.

### Principaux hameaux
La commune est constituée de 26 hameaux ou lieux-dits :
| - les Bessons, - les Brancoz ou Brancaz, - les Bruns, - la Coche, - les Combes, - les Curés, - les Curialets, - les Derbetans, - le Désert, - (En) Tencovaz, - Épernay (chef-lieu), - les Gandys, - les Girouds, | - le Grand-Carroz, - la Grenery, - les Martenons, - les Minets, - le Mollar, - les Perrets, - les Pins, - la Plagne, - Plan-Martin, - Pomet (Pomels), - la Reduire, - les Rigauds, - les Teppaz |

### Géologie et relief

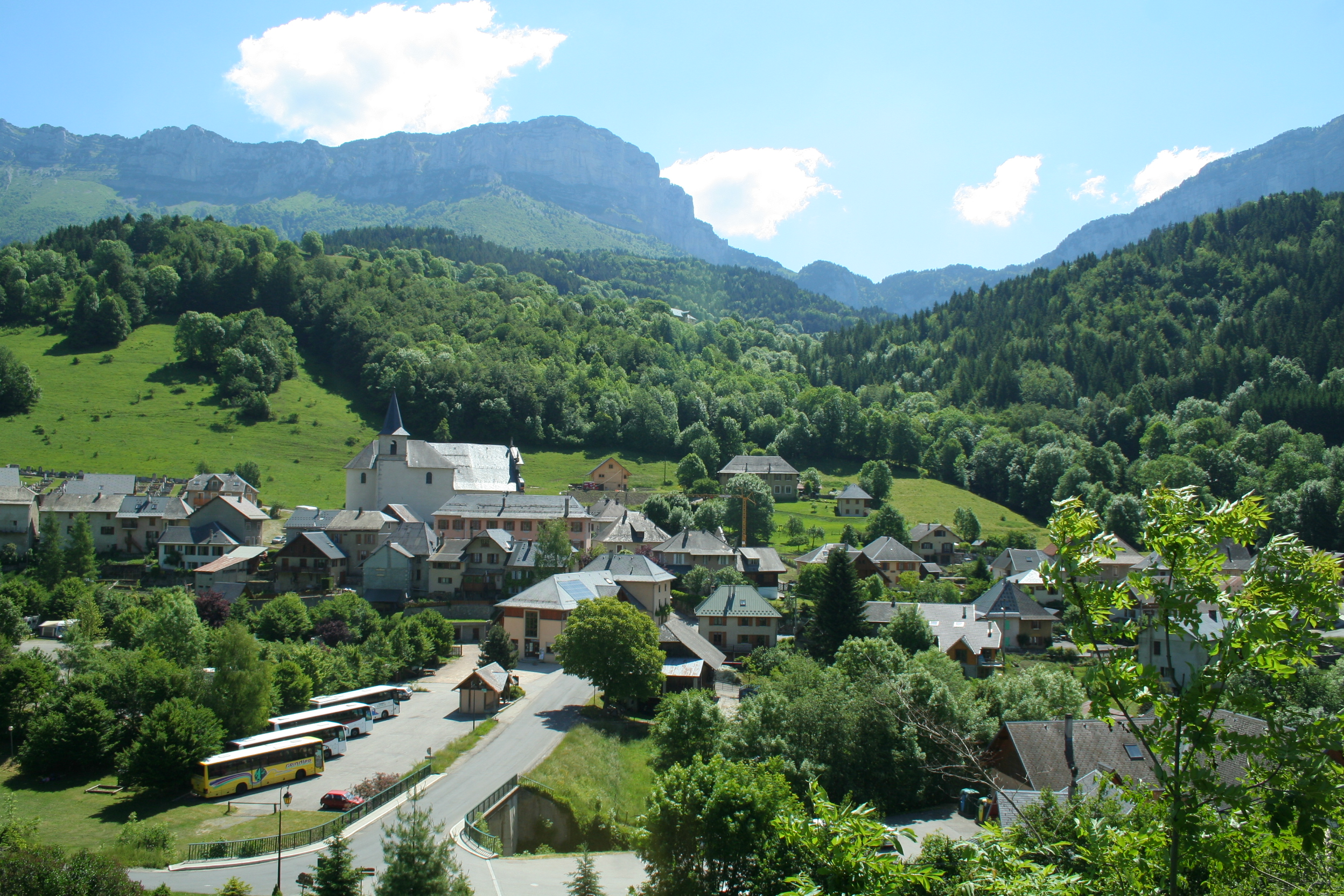
Vue sur le village depuis la RD 45.

La superficie de la commune est de 3 301 hectares ; son altitude varie de 755  à   1 933 mètres.

### Sites géologiques remarquables
L'« écroulement de la face nord du Mont Granier », est un site géologique remarquable de 66,31 hectares, sur les communes de Apremont, Chapareillan, Entremont-le-Vieux et Les Marches. En 2014, ce site d'intérêt géomorphologique est classé « trois étoiles » à l'« Inventaire du patrimoine géologique ».

### Climat
Pour des articles plus généraux, voir Climat d'Auvergne-Rhône-Alpes et Climat de la Savoie.
En 2010, le climat de la commune est de type climat de montagne, selon une étude du Centre national de la recherche scientifique s'appuyant sur une série de données couvrant la période 1971-2000. En 2020, Météo-France publie une typologie des climats de la France métropolitaine dans laquelle la commune est exposée à un climat de montagne ou de marges de montagne et est dans la région climatique Alpes du nord, caractérisée par une pluviométrie annuelle de 1 200 à 1 500 mm, irrégulièrement répartie en été.
Pour la période 1971-2000, la température annuelle moyenne est de 8,5 °C, avec une amplitude thermique annuelle de 17 °C. Le cumul annuel moyen de précipitations est de 1 600 mm, avec 10,4 jours de précipitations en janvier et 8,9 jours en juillet. Pour la période 1991-2020, la température moyenne annuelle observée sur la station météorologique de Météo-France la plus proche, « St-Pierre-les Egaux », sur la commune de Saint-Pierre-de-Chartreuse à 13 km à vol d'oiseau, est de 8,7 °C et le cumul annuel moyen de précipitations est de 1 787,2 mm,. Pour l'avenir, les paramètres climatiques de la commune estimés pour 2050 selon différents scénarios d'émission de gaz à effet de serre sont consultables sur un site dédié publié par Météo-France en novembre 2022.

## Urbanisme

### Typologie
Au 1er janvier 2024, Entremont-le-Vieux est catégorisée commune rurale à habitat dispersé, selon la nouvelle grille communale de densité à sept niveaux définie par l'Insee en 2022.
Elle est située hors unité urbaine. Par ailleurs la commune fait partie de l'aire d'attraction de Chambéry, dont elle est une commune de la couronne,. Cette aire, qui regroupe 115 communes, est catégorisée dans les aires de 200 000 à moins de 700 000 habitants,.

### Occupation des sols
L'occupation des sols de la commune, telle qu'elle ressort de la base de données européenne d’occupation biophysique des sols Corine Land Cover (CLC), est marquée par l'importance des forêts et milieux semi-naturels (69 % en 2018), en diminution par rapport à 1990 (70,4 %). La répartition détaillée en 2018 est la suivante : 
forêts (64,6 %), prairies (27,7 %), espaces ouverts, sans ou avec peu de végétation (3,2 %), zones urbanisées (1,9 %), zones agricoles hétérogènes (1,3 %), milieux à végétation arbustive et/ou herbacée (1,2 %).
L'IGN met par ailleurs à disposition un outil en ligne permettant de comparer l’évolution dans le temps de l’occupation des sols de la commune (ou de territoires à des échelles différentes). Plusieurs époques sont accessibles sous forme de cartes ou photos aériennes : la carte de Cassini (XVIIIe siècle), la carte d'état-major (1820-1866) et la période actuelle (1950 à aujourd'hui).

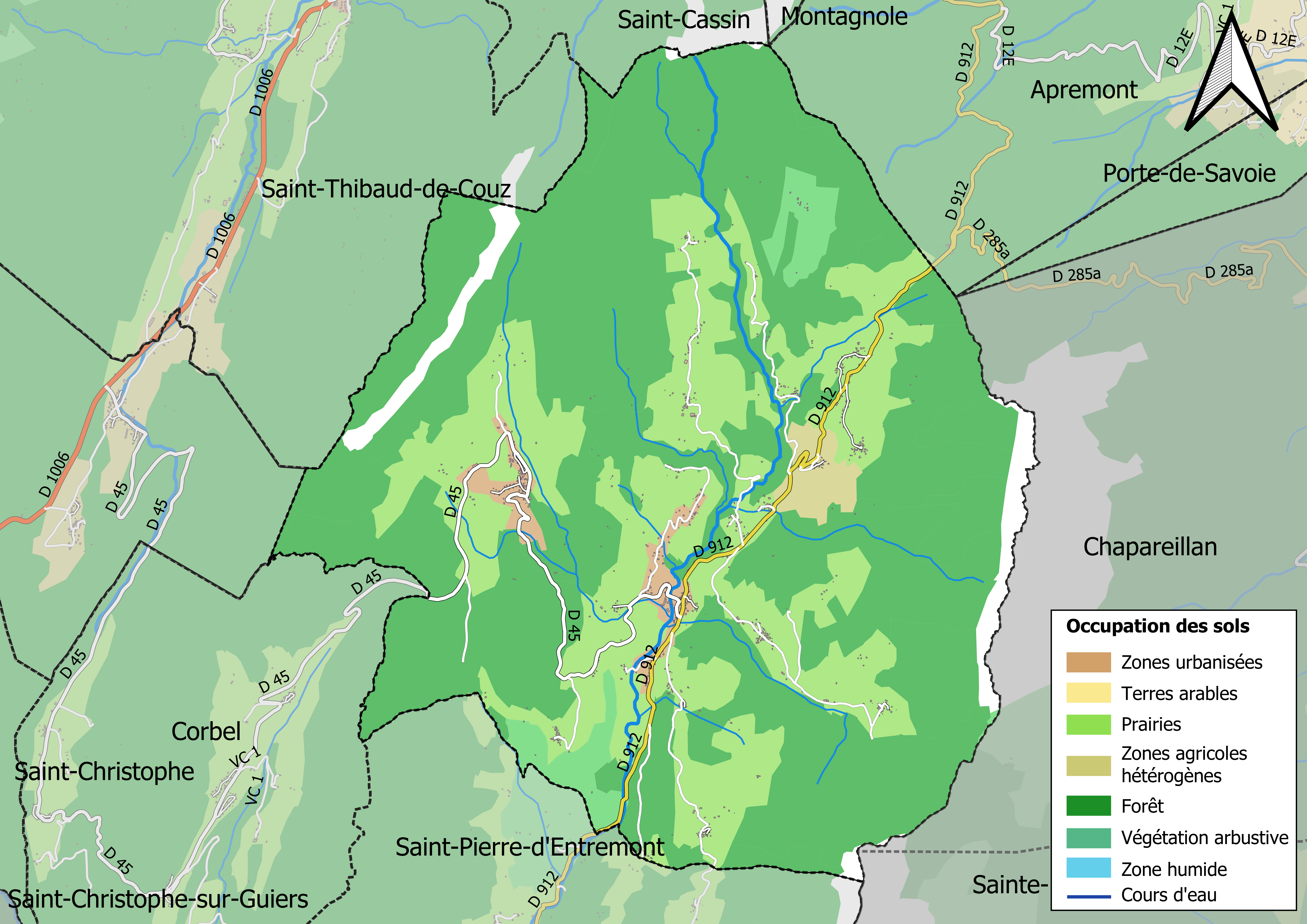
Carte des infrastructures et de l'occupation des sols en 2018 (CLC) de la commune.
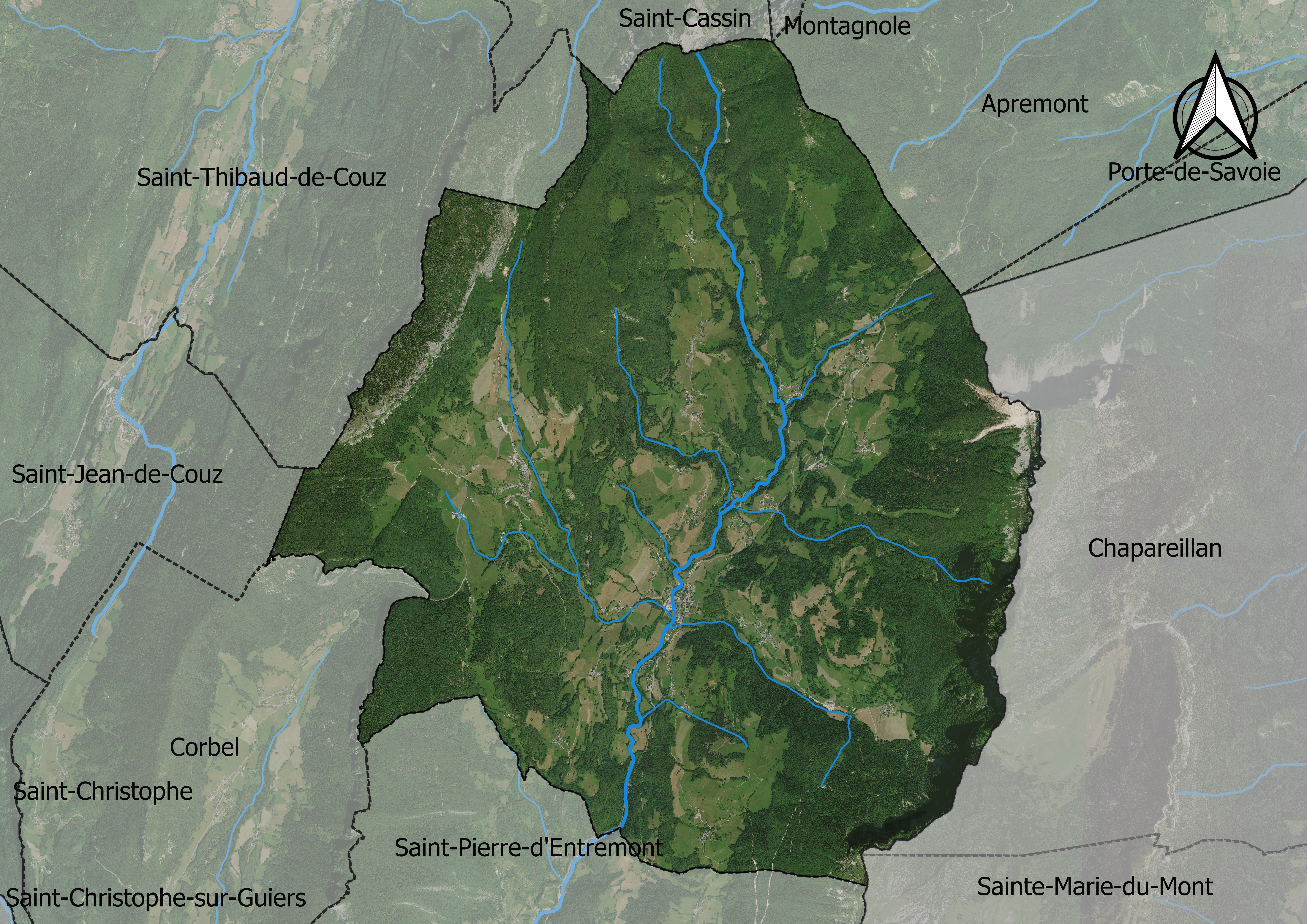
Carte orthophotogrammétrique de la commune.

## Toponymie
Le toponyme Entremont-le-Vieux signifie « entre les montagnes », dérivé du latin Inter montes,. Le toponyme est associé à vetus (« Vieux ») par opposition au village de Saint-Pierre-d'Entremont, dit « le neuf ». On peut trouver d'ailleurs la forme Château- Vieil. En effet, en 1306, la famille d'Entremont doit céder son château vieux, situé à Entremont, en raison d'un acte de félonie envers le comte de Savoie, Amédée V, et transfert ainsi le centre de sa seigneurie dans un nouveau château appelé Château-Neuf d'Entremont ou d'Entremont-le-Jeune (Saint-Pierre-d'Entremont).
On retrouve la mention de la paroisse Entremons dans un document daté de 1145, dans le Cartulaire de Grenoble,. Le décanat de Savoie dépendait de l'évêché de Grenoble. La forme varie ensuite assez peu, Entremonts (1347), Intermontes (1488), si ce n'est l'ajout de la qualification vetus (« Vieux »), Intermons vetus (1531),.
Le chef lieu porte le nom d’Épernay, dérivant du gaulois sparno-, traduit par « épine, aubépine » ou d'un nom gallo-romain, Aspernacus. La première mention de l'église paroissiale remonte au XIIe siècle, sous la forme Ecclesia de Aspernay,. La forme évolue par la suite en Esperney (1344), Aspernay (1488), Epernay (1556) ou encore Epernex (1935),. Ce nom est toujours utilisé de nos jours pour désigner le village par les Entremondants.
En francoprovençal, la commune s'écrit Intreman selon la graphie de Conflans.

## Histoire
La paroisse d'Entremont relève des seigneurs de Montbel. La vallée est un enjeu au cours de la période médiévale entre les comtes de Savoie et les Dauphins du Dauphiné.
L'église d'Entremont-le-Vieux, Notre-Dame d'Epernay, était sur la place du village depuis le Moyen Âge, à l'emplacement de l'école actuelle. Un incendie ravagea le bâtiment en 1653. Elle comportait des peintures remarquées sur la voûte. Son clocher fut arasé à la Révolution. Le curé Jacques Bovagnet trouve à son arrivée en 1838 un bâtiment vétuste mais surtout trop petit pour la population en augmentation (1 800 habitants), malgré une nef côté nord ajoutée en 1830. Une nouvelle église est édifiée de 1844 à 1850, financée par les habitants et un don du roi Charles-Albert. Une travée supplémentaire est construite en reculant la façade en 1897, financée par les pères Chartreux.  Ravagés en 1995, le clocher et les cloches (qui dataient de 1654) ont été entièrement refaits.
En 1934, le fruitière des Entremonts, réputée pour le lait, le fromage et des produits du terroir, est construite à Entremont-Le-Vieux.
En 1988, on découvrit à l'intérieur d'une grotte, sur le flanc du massif du Granier, l'un des plus importants sites archéologiques d'ours des cavernes. Cette découverte a conduit à des recherches approfondies sur l'existence de ces animaux dans la vallée.

### Histoire administrative
Lorsque le duché de Savoie est annexé à la France, en 1792, la commune relève du canton des Marches, au sein du département du Mont-Blanc, dans le district de Chambéry. Les réformes administratives la font passer au canton de Chambéry-Sud, en 1801, puis au canton des Échelles, jusqu'à la Restauration sarde (1815). Le duché de Savoie retourne dans le giron de la maison de Savoie. Le canton français des Échelles devient dans la nouvelle organisation de 1816 un mandement sarde auquel reste attachée la commune d'Entremont-le-Vieux. Au lendemain de l'Annexion de 1860, le duché de Savoie est réunis à la France et retrouve une organisation cantonale, au sein du nouveau département de la Savoie (créé par décret impérial le 15 juin 1860). Entremons-le-Vieux reste dans le canton des Échelles, recréé. Dans le cadre du redécoupage cantonal de 2014, la commune est unie au canton du Pont-de-Beauvoisin.
La commune adhère à la communauté de communes de la Vallée des Entremonts de 2002 à 2013. Depuis 2014, la commune appartient à la communauté de communes Cœur de Chartreuse.

## Politique et administration

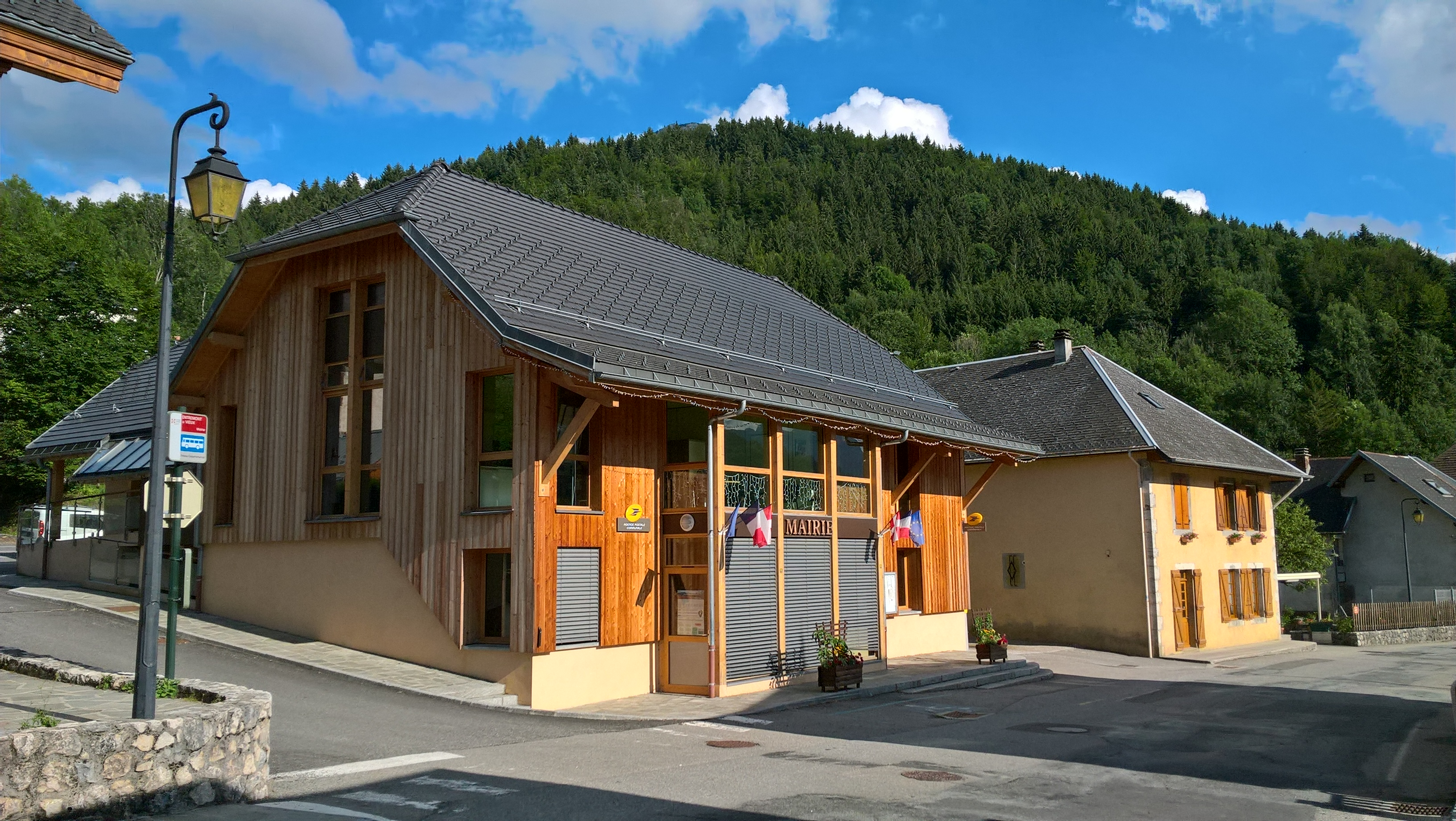
La mairie

| Période                                  | Période  | Identité         | Étiquette | Qualité |
| ---------------------------------------- | -------- | ---------------- | --------- | --- |
| Les données manquantes sont à compléter. |          |                  |           | |
| mars 1983                                | 2020     | Jean-Paul Claret | DVG       | Conseiller général du canton des Échelles de 2008 à 2015 et président de la communauté de communes de la Vallée des Entremonts (2008-2013) |
| 2020                                     | En cours | Anne Lenfant     |           | Cadre de la fonction publique, Présidente de la Communauté de communes Cœur de Chartreuse                                                  |

## Population et société

### Démographie
Ses habitants sont les Entremondantes et Entremondants,.

L'évolution du nombre d'habitants est connue à travers les recensements de la population effectués dans la commune depuis 1793. Pour les communes de moins de 10 000 habitants, une enquête de recensement portant sur toute la population est réalisée tous les cinq ans, les populations de référence des années intermédiaires étant quant à elles estimées par interpolation ou extrapolation. Pour la commune, le premier recensement exhaustif entrant dans le cadre du nouveau dispositif a été réalisé en 2007.

En 2022, la commune comptait 646 habitants, en évolution de −0,77 % par rapport à 2016 (Savoie : +3,63 %, France hors Mayotte : +2,11 %).
| 1793  | 1800  | 1806  | 1821  | 1836  | 1846  | 1856  | 1861  | 1866  |
| ----- | ----- | ----- | ----- | ----- | ----- | ----- | ----- | ----- |
| 1 051 | 1 468 | 1 437 | 1 575 | 1 805 | 1 808 | 1 625 | 1 590 | 1 633 |

| 1872  | 1876  | 1881  | 1886  | 1891  | 1896  | 1901  | 1906  | 1911  |
| ----- | ----- | ----- | ----- | ----- | ----- | ----- | ----- | ----- |
| 1 677 | 1 679 | 1 567 | 1 535 | 1 504 | 1 369 | 1 262 | 1 173 | 1 110 |

| 1921 | 1926 | 1931 | 1936 | 1946 | 1954 | 1962 | 1968 | 1975 |
| ---- | ---- | ---- | ---- | ---- | ---- | ---- | ---- | ---- |
| 966  | 907  | 822  | 766  | 788  | 626  | 542  | 495  | 424  |

| 1982 | 1990 | 1999 | 2006 | 2007 | 2012 | 2017 | 2022 | - |
| ---- | ---- | ---- | ---- | ---- | ---- | ---- | ---- | - |
| 416  | 444  | 517  | 574  | 582  | 643  | 649  | 646  | - |

### Enseignement
Entremont-le-Vieux est située dans l'académie de Grenoble. On note la présence d'une école primaire publique.

### Manifestations culturelles et festivités
Chaque année, à la fin du mois d'août se déroule à Entremont-le-Vieux la fête des paysans et des artisans. On remarque lors de cette festivité la présence de nombreux artisans de la vallée des Entremonts. La fête se déroule en général pendant une seule journée, souvent un dimanche.

### Santé
Les hôpitaux les plus proches se situent à Chambéry et Saint-Laurent-du-Pont.

### Sports

#### Sports d'hiver
Sur la commune d'Entremont-le-Vieux sont situées deux domaines skiables : le Désert d'Entremont à l'ouest (ski alpin et activités nordiques) et le Granier au nord-est (ski alpin).

#### Cyclisme
Le Tour de France est passé plusieurs fois à Entremont-le-Vieux par la RD 912.

#### Équipements sportifs
La commune d'Entremont-le-Vieux possède un court de tennis extérieur.

### Médias

#### Chaînes de télévision
La chaîne de télévision locale TV8 Mont-Blanc diffuse des émissions sur les pays de Savoie. Régulièrement l'émission La Place du village expose la vie locale. Régulièrement, TV8 Mont-Blanc, expose la vie locale, de même que France 3 Alpes avec l'édition locale (une agence est à Chambéry) et régionale. France 3 et sa station régionale France 3 Alpes, peuvent parfois relater les faits de vie de la commune.

#### Stations de radio
La commune est couverte par des antennes locales de radios dont France Bleu Pays de Savoie, Radio ISA et Radio Couleur Chartreuse.

#### Presse et magazines
Les titres de la presse quotidienne sont le Dauphiné libéré, l'Essor savoyard ou encore la Vie Nouvelle.

## Économie
Le commune fait partie de l'aire géographique de production et transformation du « Bois de Chartreuse », la première AOC de la filière Bois en France,.
La coopérative fruitière d'Entremont produit plusieurs fromages locaux de qualité (Chartreux, Délice de Chartreuse, Estival de Chartreuse) qui sont vendus au magasin d'Entremont et sur divers marchés locaux. Le lait est issu d'élevages locaux.

## Culture locale et patrimoine

### Lieux et monuments

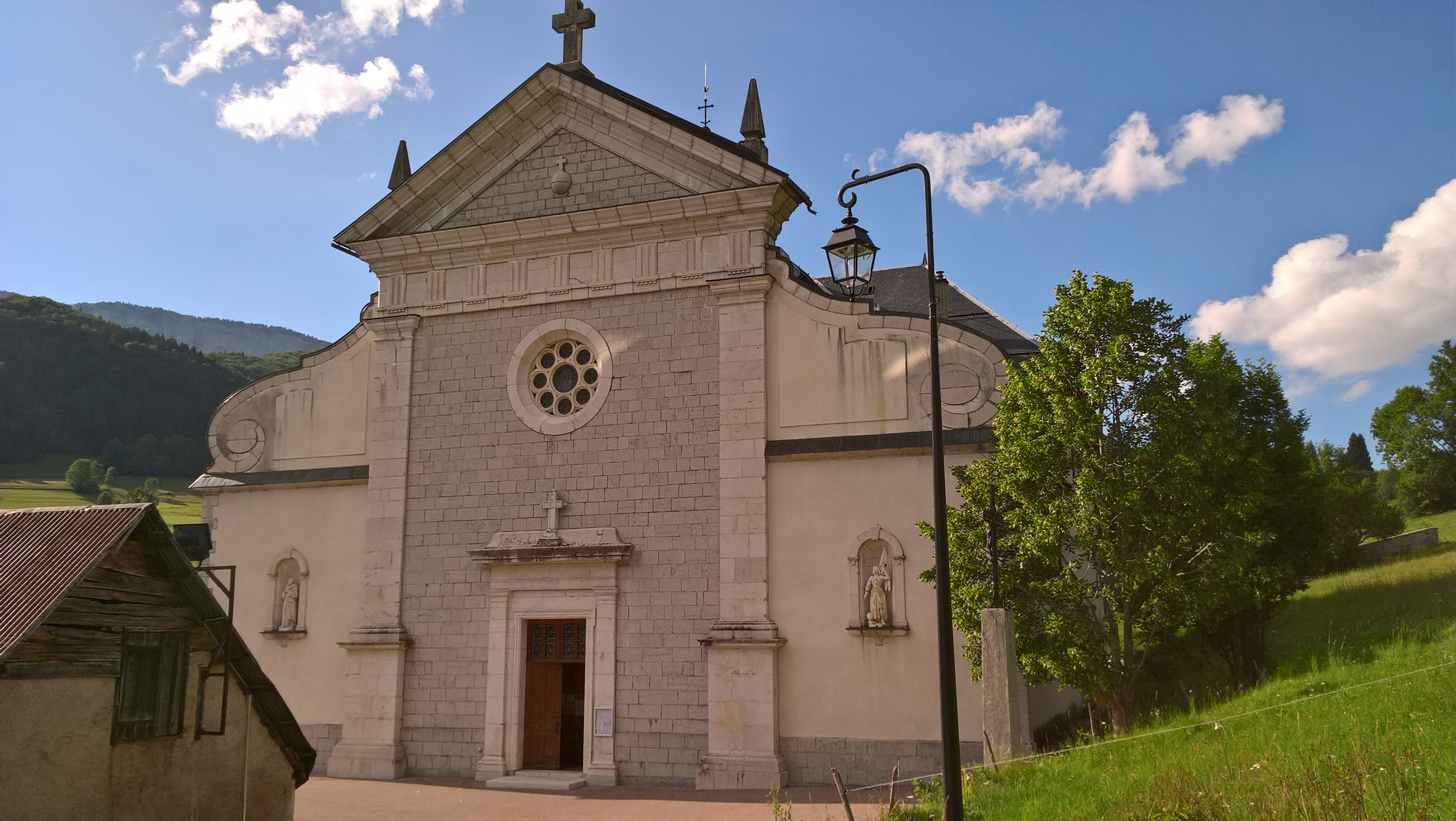
Façade de l'église

- L'église Notre-Dame d'Epernay.

### Patrimoine culturel
- Musée de l'ours des cavernes, consacré à l'Ursus spelaeus à la suite de la découverte en 1988 d'un gisement dans les Entremonts, au lieu-dit la Balme à Collomb, sur les pentes du mont Granier[33],[34].
- Une bibliothèque.

### Patrimoine naturel
Entremont-le-Vieux fait partie du parc naturel régional de la Chartreuse, et comprend trois ZNIEFF de type I :
- Réserve naturelle nationale des Hauts de Chartreuse ;
- Falaises septentrionales du massif de la Chartreuse ;
- Le mont Outheran.